# آتسوشی ایزاوا
آتسوشی ایزاوا (انگلیسی: Atsushi Izawa؛ زادهٔ ۲۳ ژوئیهٔ ۱۹۸۹) بازیکن فوتبال اهل ژاپن است.